# Mikael Dahlberg
Mikael Dahlberg (ur. 6 marca 1985 w Umeå) – szwedzki piłkarz występujący na pozycji pomocnika lub napastnika. 

## Kariera klubowa
Dahlberg seniorską karierę rozpoczynał w 2003 roku w klubie Umeå. W 2004 roku trafił do zespołu Sundsvall z Allsvenskan. W tych rozgrywkach zadebiutował 18 lipca 2004 roku w zremisowanym 3:3 meczu z Örebro. 14 sierpnia 2004 roku w wygranym 3:2 spotkaniu z Malmö strzelił pierwszego gola w trakcie gry w Allsvenskan. W 2005 roku spadł z zespołem do Superettan. W Sundsvallu grał jeszcze przez rok.
W 2007 roku Dahlberg przeniósł się do drużyny Djurgården (Allsvenskan). Pierwszy ligowy pojedynek w jej barwach zaliczył 6 kwietnia 2007 roku przeciwko Brommapojkarnie (0:1). W Djurgården Dahlberg spędził 3 sezony. W tym czasie rozegrał tam 73 ligowe spotkania i zdobył 6 bramek.
W 2010 roku odszedł do Gefle, również występującego w Allsvenskan. Zadebiutował tam 15 marca 2010 roku w zremisowanym 0:0 spotkaniu z Elfsborgiem.
W sezonie 2013/2014 Dahlberg grał w Apollonie Smyrnis. Latem 2014 został piłkarzem Helsingborgs IF. W 2018 zakończył karierę piłkarską. 

## Kariera reprezentacyjna
W reprezentacji Szwecji Dahlberg zadebiutował 24 stycznia 2009 roku w przegranym 2:3 towarzyskim meczu ze Stanami Zjednoczonymi. W tamtym spotkaniu strzelił także gola.